# Coupe du monde de combiné nordique 2011-2012
Navigation
2010–2011 2012–2013
| \| Kuusamo Lillehammer Ramsau am Dachstein Seefeld in Tirol Oberstdorf Chaux-Neuve Val di Fiemme Almaty Klingenthal Liberec Lahti Oslo \| Les sites des compétitions |
| Kuusamo Lillehammer Ramsau am Dachstein Seefeld in Tirol Oberstdorf Chaux-Neuve Val di Fiemme Almaty Klingenthal Liberec Lahti Oslo                                  |

La coupe du monde de combiné nordique 2011-2012 est la 29e édition de la coupe du monde de combiné nordique, compétition de combiné nordique organisée annuellement. Elle se déroule du 25 novembre 2011 au 10 mars 2012 et est remportée par le français Jason Lamy-Chappuis, qui gagne ainsi pour la troisième saison consécutive le classement général de la coupe du monde.
Cette coupe du monde débute dans la station de Kuusamo, fait étape au cours de la saison en Allemagne (Oberstdorf & Klingenthal), en Autriche (Ramsau am Dachstein et Seefeld), en Finlande (Kuusamo et Lahti), en France (Chaux-Neuve), en Italie (Val di Fiemme), au Kazakhstan (Almaty) et en Norvège, tout d'abord à Lillehammer, en début de saison, puis à Oslo, où se déroule la dernière épreuve de la saison.
Des épreuves auraient dû avoir lieu en Pologne, à Zakopane, dans le courant du mois de janvier, mais elles ont été annulées.
Cette saison marque l'introduction d'un nouveau format de course pour la FIS. La particularité de cette épreuve est l'introduction de boucle de pénalité comme au biathlon en fonction de la distance réalisé au saut (pas de notes de styles). Ainsi, l'aire d'arrivée est divisé en quatre zones. Si un sauteur atteint la zone la plus lointaine, il n'aura pas de tours à faire. En revanche s'il atteint la dernière zone il aura quatre tours de pénalités à réaliser. Et enfin s'il atteint aucune zone, il ne peut pas participer à la course de fond. C'est une course avec un départ en ligne et les athlètes peuvent effectuer quand ils le veulent (sauf dans le premier et le dernier tour) leurs tours de pénalités.

## Classement général

### Points attribués à chaque compétition
| Place | Points | Place | Points | Place | Points |
| ----- | ------ | ----- | ------ | ----- | ------ |
| 1er   | 100    | 11e   | 24     | 21e   | 10     |
| 2e    | 80     | 12e   | 22     | 22e   | 9      |
| 3e    | 60     | 13e   | 20     | 23e   | 8      |
| 4e    | 50     | 14e   | 18     | 24e   | 7      |
| 5e    | 45     | 15e   | 16     | 25e   | 6      |
| 6e    | 40     | 16e   | 15     | 26e   | 5      |
| 7e    | 36     | 17e   | 14     | 27e   | 4      |
| 8e    | 32     | 18e   | 13     | 28e   | 3      |
| 9e    | 29     | 19e   | 12     | 29e   | 2      |
| 10e   | 26     | 20e   | 11     | 30e   | 1      |

### Classement

#### Classement individuel
| Rang | Nom                 | Points |
| ---- | ------------------- | ------ |
| 1.   | Jason Lamy-Chappuis | 1306   |
| 2.   | Akito Watabe        | 1238   |
| 3.   | Mikko Kokslien      | 1061   |
| 4.   | Bernhard Gruber     | 765    |
| 5.   | Björn Kircheisen    | 728    |
| 6.   | Eric Frenzel        | 727    |
| 7.   | Alessandro Pittin   | 724    |
| 8.   | Tino Edelmann       | 685    |
| 9.   | Jan Schmid          | 619    |
| 10.  | Håvard Klemetsen    | 559    |
| 11.  | Wilhelm Denifl      | 537    |
| 12.  | Magnus Moan         | 509    |
| 13.  | Johannes Rydzek     | 467    |
| 14.  | Fabian Riessle      | 458    |
| 15.  | Mario Stecher       | 452    |
| 16.  | Jørgen Graabak      | 442    |
| 17.  | Bryan Fletcher      | 431    |
| 18.  | Christoph Bieler    | 419    |
| 19.  | Sébastien Lacroix   | 402    |
| 20.  | Bill Demong         | 393    |

| Rang | Nom                | Points |
| ---- | ------------------ | ------ |
| 21.  | Magnus Krog        | 373    |
| 22.  | Maxime Laheurte    | 302    |
| 23.  | François Braud     | 293    |
| 24.  | Lukas Runggaldier  | 260    |
| 25.  | Taihei Kato        | 202    |
| 26.  | Janne Ryynaenen    | 200    |
| 27.  | Gudmund Storlien   | 183    |
| 28.  | Johnny Spillane    | 162    |
| 29.  | Yūsuke Minato      | 160    |
| 29.  | Miroslav Dvorak    | 160    |
| 31.  | Yoshito Watabe     | 155    |
| 32.  | Tomáš Slavík       | 134    |
| 33.  | Tomaz Druml        | 121    |
| 34.  | Armin Bauer        | 079    |
| 35.  | Manuel Faißt       | 076    |
| 36.  | Taylor Fletcher    | 069    |
| 36.  | Seppi Hurschler    | 069    |
| 38.  | Giuseppe Michielli | 060    |
| 39.  | Thomas Kjelbotn    | 055    |
| 40.  | Pavel Churavý      | 054    |

| Rang | Nom                        | Points |
| ---- | -------------------------- | ------ |
| 41.  | Mitja Oranič               | 045    |
| 42.  | David Kreiner              | 041    |
| 43.  | Tim Hug                    | 039    |
| 44.  | Christian Beetz            | 037    |
| 45.  | Lukas Klapfer              | 034    |
| 46.  | Marco Pichlmayer           | 032    |
| 47.  | Janis Morweiser            | 031    |
| 48.  | Ivan Panine                | 026    |
| 49.  | Hideaki Nagai              | 024    |
| 49.  | Jim Härtull                | 024    |
| 51.  | Gašper Berlot              | 015    |
| 52.  | Aleš Vodseďálek            | 013    |
| 52.  | Todd Lodwick               | 013    |
| 54.  | Carlos Kammerlander        | 010    |
| 55.  | Tobias Kammerlander        | 009    |
| 56.  | Marjan Jelenko             | 008    |
| 57.  | Eetu Vähäsöyrinki          | 007    |
| 58.  | Kail Piho                  | 006    |
| 59.  | Dominik Dier               | 005    |
| 60.  | Truls Sønstehagen Johansen | 002    |
| 61.  | Sepp Schneider             | 001    |
| 62.  | Harald Lemmerer            | 001    |

#### Coupe des nations
| Rang | Pays       | Points |
| ---- | ---------- | ------ |
| 1.   | Norvège    | 4903   |
| 2.   | Allemagne  | 4109   |
| 3.   | France     | 3303   |
| 4.   | Autriche   | 3027   |
| 5.   | Japon      | 2029   |
| 6.   | États-Unis | 1668   |
| 7.   | Italie     | 1623   |
| 8.   | Tchéquie   | 461    |
| 9.   | Finlande   | 381    |
| 10.  | Slovénie   | 268    |

## Calendrier
| 1 — 2. Kuusamo (25 & 26 novembre 2011)             |                                  |                                                                     |                                                                            |                                                                               |                             |
| Date                                               | Épreuve                          | Vainqueur                                                           | Deuxième                                                                   | Troisième                                                                     | Leader de la coupe du monde |
| 25 novembre 2011                                   | Gundersen – HS142 / 10 km        | Magnus Krog                                                         | Akito Watabe                                                               | Tino Edelmann                                                                 | Magnus Krog                 |
| 26 novembre 2011                                   | Gundersen – HS142 / 10 km        | Tino Edelmann                                                       | Janne Ryynänen                                                             | Akito Watabe                                                                  | Tino Edelmann               |
| 3 — 4. Lillehammer (3 & 4 décembre 2011)           |                                  |                                                                     |                                                                            |                                                                               |                             |
| Date                                               | Épreuve                          | Vainqueur                                                           | Deuxième                                                                   | Troisième                                                                     | Leader de la coupe du monde |
| 3 décembre 2011                                    | Gundersen – HS138 / 10 km        | Håvard Klemetsen                                                    | Alessandro Pittin                                                          | Tino Edelmann                                                                 | Tino Edelmann               |
| 4 décembre 2011                                    | Penalty race – HS138             | Eric Frenzel                                                        | Jason Lamy-Chappuis                                                        | Björn Kircheisen                                                              | Tino Edelmann               |
| 5 — 6. Ramsau am Dachstein (10 & 11 décembre 2011) |                                  |                                                                     |                                                                            |                                                                               |                             |
| Date                                               | Épreuve                          | Vainqueur                                                           | Deuxième                                                                   | Troisième                                                                     | Leader de la coupe du monde |
| 10 décembre 2011                                   | Gundersen – HS98 / 10 km         | Jan Schmid                                                          | Jason Lamy-Chappuis                                                        | Tino Edelmann                                                                 | Tino Edelmann               |
| 11 décembre 2011                                   | Gundersen – HS98 / 10 km         | Jason Lamy-Chappuis                                                 | Magnus Krog                                                                | Mario Stecher                                                                 | Tino Edelmann               |
| 7 — 9. Seefeld (16, 17 & 18 décembre 2011)         |                                  |                                                                     |                                                                            |                                                                               |                             |
| Date                                               | Épreuve                          | Vainqueur                                                           | Deuxième                                                                   | Troisième                                                                     | Leader de la coupe du monde |
| 16 décembre 2011                                   | Team Sprint – HS98 / 2 × 7,5 km  | France- Sébastien Lacroix - Jason Lamy-Chappuis                     | Italie- Lukas Runggaldier - Alessandro Pittin                              | Norvège- Mikko Kokslien - Magnus Krog                                         | Jason Lamy-Chappuis         |
| 17 décembre 2011                                   | Gundersen – HS98 / 10 km         | Jason Lamy-Chappuis                                                 | Akito Watabe                                                               | Alessandro Pittin                                                             | Jason Lamy-Chappuis         |
| 18 décembre 2011                                   | Gundersen – HS98 / 10 km         | Jason Lamy-Chappuis                                                 | Alessandro Pittin                                                          | Jørgen Graabak                                                                | Jason Lamy-Chappuis         |
| 10 — 11. Oberstdorf (7 & 8 janvier 2012)           |                                  |                                                                     |                                                                            |                                                                               |                             |
| Date                                               | Épreuve                          | Vainqueur                                                           | Deuxième                                                                   | Troisième                                                                     | Leader de la coupe du monde |
| 7/01/2012                                          | Équipe – HS137 / 4 × 5 km        | Norvège- Magnus Moan - Mikko Kokslien - Jan Schmid - Jørgen Graabak | Allemagne- Johannes Rydzek - Fabian Riessle - Eric Frenzel - Tino Edelmann | Autriche- Wilhelm Denifl - Christoph Bieler - Mario Stecher - Bernhard Gruber | Jason Lamy-Chappuis         |
| 8/01/2012                                          | Gundersen – HS137 / 10 km        | Mikko Kokslien                                                      | Magnus Moan                                                                | Björn Kircheisen                                                              | Jason Lamy-Chappuis         |
| 12 — 14. Chaux-Neuve (13, 14 & 15 janvier 2012)    |                                  |                                                                     |                                                                            |                                                                               |                             |
| Date                                               | Épreuve                          | Vainqueur                                                           | Deuxième                                                                   | Troisième                                                                     | Leader de la coupe du monde |
| 13 janvier 2012                                    | Gundersen – HS117 / 10 km        | Alessandro Pittin                                                   | Jason Lamy-Chappuis                                                        | Fabian Riessle                                                                | Jason Lamy-Chappuis         |
| 14 janvier 2012                                    | Gundersen – HS117 / 10 km        | Alessandro Pittin                                                   | Jason Lamy-Chappuis                                                        | Fabian Riessle                                                                | Jason Lamy-Chappuis         |
| 15 janvier 2012                                    | Gundersen – HS117 / 10 km        | Alessandro Pittin                                                   | Jørgen Graabak                                                             | Mikko Kokslien                                                                | Jason Lamy-Chappuis         |
| 15 — 17. Val di Fiemme (3, 4 & 5 février 2012)     |                                  |                                                                     |                                                                            |                                                                               |                             |
| Date                                               | Épreuve                          | Vainqueur                                                           | Deuxième                                                                   | Troisième                                                                     | Leader de la coupe du monde |
| 3/02/2012                                          | Penalty race – HS134             | Jason Lamy-Chappuis                                                 | Björn Kircheisen                                                           | Mikko Kokslien                                                                | Jason Lamy-Chappuis         |
| 4/02/2012                                          | Team Sprint – HS134 / 2 × 7,5 km | Norvège- Mikko Kokslien - Magnus Moan                               | France I- Maxime Laheurte - Jason Lamy-Chappuis                            | France II- François Braud - Sébastien Lacroix                                 | Jason Lamy-Chappuis         |
| 5/02/2012                                          | Gundersen – HS134 / 10 km        | Akito Watabe                                                        | Mikko Kokslien                                                             | Bill Demong                                                                   | Jason Lamy-Chappuis         |
| 18 — 19. Almaty (11 & 12 février 2012)             |                                  |                                                                     |                                                                            |                                                                               |                             |
| Date                                               | Épreuve                          | Vainqueur                                                           | Deuxième                                                                   | Troisième                                                                     | Leader de la coupe du monde |
| 11 février 2012                                    | Gundersen – HS140 / 10 km        | Mikko Kokslien                                                      | Björn Kircheisen                                                           | Akito Watabe                                                                  | Jason Lamy-Chappuis         |
| 12 février 2012                                    | Gundersen – HS140 / 10 km        | Mikko Kokslien                                                      | Akito Watabe                                                               | Bernhard Gruber                                                               | Jason Lamy-Chappuis         |
| 20 — 21. Klingenthal (18 & 19 février 2012)        |                                  |                                                                     |                                                                            |                                                                               |                             |
| Date                                               | Épreuve                          | Vainqueur                                                           | Deuxième                                                                   | Troisième                                                                     | Leader de la coupe du monde |
| 18 février 2012                                    | Gundersen – HS140 / 10 km        | Akito Watabe                                                        | Jason Lamy-Chappuis                                                        | Bernhard Gruber                                                               | Jason Lamy-Chappuis         |
| 19 février 2012                                    | Gundersen – HS140 / 10 km        | Jason Lamy-Chappuis                                                 | Bernhard Gruber                                                            | Tomáš Slavík                                                                  | Jason Lamy-Chappuis         |
| 22 — 23. Liberec (25 & 26 février 2012)            |                                  |                                                                     |                                                                            |                                                                               |                             |
| Date                                               | Épreuve                          | Vainqueur                                                           | Deuxième                                                                   | Troisième                                                                     | Leader de la coupe du monde |
| 25 février 2012                                    | Gundersen – HS100 / 10 km        | Bernhard Gruber                                                     | Eric Frenzel                                                               | Wilhelm Denifl                                                                | Jason Lamy-Chappuis         |
| 26 février 2012                                    | Gundersen – HS100 / 10 km        | Akito Watabe                                                        | Jason Lamy-Chappuis                                                        | Mario Stecher                                                                 | Jason Lamy-Chappuis         |
| 24. Lahti (3 mars 2012)                            |                                  |                                                                     |                                                                            |                                                                               |                             |
| Date                                               | Épreuve                          | Vainqueur                                                           | Deuxième                                                                   | Troisième                                                                     | Leader de la coupe du monde |
| 3/03/2012                                          | Gundersen – HS130 / 10 km        | Jan Schmid                                                          | Tino Edelmann                                                              | Johannes Rydzek                                                               | Jason Lamy-Chappuis         |
| 25 — 26. Oslo (9 & 10 mars 2012)                   |                                  |                                                                     |                                                                            |                                                                               |                             |
| Date                                               | Épreuve                          | Vainqueur                                                           | Deuxième                                                                   | Troisième                                                                     | Leader de la coupe du monde |
| 9 mars 2012                                        | Gundersen – HS106 / 10 km        | Akito Watabe                                                        | Mikko Kokslien                                                             | Bernhard Gruber                                                               | Jason Lamy-Chappuis         |
| 10 mars 2012                                       | Gundersen – HS134 / 10 km        | Bryan Fletcher                                                      | Mikko Kokslien                                                             | Taihei Katō                                                                   | Jason Lamy-Chappuis         |

## Bilan
Athlètes ayant réalisé leur première victoire en Coupe du monde
- Magnus Krog a remporté sa première victoire à Kuusamo lors de l'ouverture de la Coupe du monde à 24 ans lors de sa quatrième saison; il s'agissait aussi de son premier podium.
- Håvard Klemetsen a remporté 32 ans et lors de sa 10e saison sa première victoire à Lillehammer; il s'agissait aussi de son premier podium.
- Jan Schmid, 28 ans, a remporté lors de sa 11e saison sa première victoire à Ramsau; là où il avait réalisé son premier podium lors de la saison 2008 - 2009.
- Alessandro Pittin a remporté à Chaux-Neuve sa première étape de Coupe du monde.
- Akito Watabe a remporté à Val di Fiemme sa première étape de Coupe du monde.
- Bryan Fletcher a remporté la dernière épreuve de la saison à Oslo ; il s'agissait aussi de son premier podium.

Athlètes ayant réalisé leur premier podium en Coupe du monde
- Jørgen Graabak a réalisé son premier podium à Seefeld (troisième).
- Fabian Riessle a réalisé son premier podium (troisième) à Chaux-Neuve.
- Tomáš Slavík, 30 ans, a réalisé son premier podium (troisième) à Klingenthal lors de sa neuvième saison.
- Wilhelm Denifl, 31 ans, a réalisé son premier podium (troisième) à Liberec lors de sa douzième saison.
- Taihei Katō, 28 ans, a réalisé son premier podium le 10 mars à Oslo en arrivant troisième de la course.

Victoires cette saison (victoires depuis le début de la carrière)
- Jason Lamy-Chappuis, 5 (20) premières places.
- Mikko Kokslien, 3 (4) premières places.
- Alessandro Pittin, 3 (3) premières places.
- Akito Watabe, 4 (4) premières places.
- Jan Schmid, 2 (2) premières places.
- Eric Frenzel, 1 (3) premières places.
- Bernhard Gruber, 1 (3) premières places.
- Tino Edelmann, 1 (2) premières places.
- Magnus Krog, 1 (1) première place.
- Håvard Klemetsen, 1 (1) première place.
- Bryan Fletcher, 1 (1) première place.